# Antonella Mosetti
Antonella Mosetti (Roma, 1º agosto 1975) è una showgirl italiana.

## Biografia

### Carriera
Nel 1993, anno in cui esordisce con piccoli ruoli nei film Un vampiro a Miami e Le donne non vogliono più, Mosetti partecipa a Non è la Rai su Italia 1, prendendo parte a due stagioni del programma, fra il 1993 e il 1995.
Nel 1997 ha recitato nella fiction Mamma per caso; torna in tv un anno dopo, come ballerina, nel programma tv Ciao Darwin, su Canale 5.
Nel 2000 ha una piccola parte nel film di Carlo Verdone C'era un cinese in coma e recita nel film Prigionieri di un incubo, diretto da Franco Salvia. Nell'estate 2001 affianca Mike Bongiorno e il Gabibbo nella conduzione di Paperissima Sprint, in onda su Canale 5.
Nella stagione successiva, 2002/2003, ha presentato insieme con Massimo Giletti il programma pomeridiano di Rai 1 Casa Raiuno e assieme a Jocelyn e Clarissa Burt, la diretta della notte di Capodanno intitolata La nave di Capodanno, in onda in contemporanea su Rai 1 e Rai 2. Nel 2005 conduce Sipario del Tg4. L'anno successivo ha la sua prima esperienza come doppiatrice nel cartone animato Yo-Rhad - Un amico dallo spazio, diretto da Vittorio Rambaldi e Camillo Teti.
Il 30 agosto 2006 assieme a Massimo Giletti presenta la quarantanovesima edizione del Festival di Castrocaro su Rai 1. Nella stagione 2006/2007 diventa prima ballerina del corpo di ballo di Quelli che... il calcio, venendo però sostituita in aprile da Federica Ridolfi. Il 23 agosto 2007 conduce sempre assieme a Giletti la serata conclusiva della dodicesima edizione del Premio Cimitile, in onda in seconda serata su Rai 2.
Tra dicembre 2008 e febbraio 2009 prende parte allo spettacolo teatrale Sex and Italy. Nell'aprile del 2009 prende parte insieme con altre sette donne allo spettacolo Bellissima - Cabaret anticrisi, trasmesso il sabato sera da Canale 5.
Nell'autunno del 2016 partecipa come concorrente, inizialmente in coppia con la figlia Asia, alla prima edizione del reality show Grande Fratello VIP, condotto da Ilary Blasi su Canale 5, dove viene eliminata nel corso della sesta puntata.
Tra il 2019 e il 2021 compare come opinionista a Live non è la d'Urso, in prima serata su Canale 5.
Dal 2021 ha aperto diversi profili su vari siti Internet, alcuni dei quali a pagamento, come OnlyFans, con tematiche pornografiche, dichiarando anche la sua passione per il solletico.
Nella primavera 2025 partecipa alla diciannovesima edizione de L'isola dei famosi in onda su Canale 5.

## Vita privata
Per lungo tempo al centro dell'attenzione della cronaca rosa, dopo la separazione dal marito Alessandro Nuccetelli dal quale ha avuto una figlia. È stata legata sentimentalmente a Davide Lippi e dal 2007 al 2012 ad Aldo Montano.

Nel 2024, in un'intervista a La Zanzara, ripresa da Il Giornale e da Il Fatto Quotidiano, dichiara: 

## Programmi televisivi
- Non è la Rai (Italia 1, 1993-1995)
- Fiori d'arancio a Non è la Rai (Italia 1, 1995)
- Ciao Darwin (Canale 5, 1998-2000) - prima ballerina
- Paperissima Sprint (Canale 5, 2001)
- Non era la Rai (Italia 1, 2001)
- Casa Raiuno (Rai 1, 2002-2003)
- La nave di Capodanno (Rai 1, Rai 2, 2003)
- Premio Città D'Ancona (Rai 1, 2003)
- Compagni di squola (Rai 2, 2004) - co-conduttrice
- Non è la Rai speciale (Happy Channel, 2005)
- Sipario del TG4 (Rete 4, 2005-2006)
- Festival di Castrocaro (Rai 1, 2006) - co-conduttrice
- Quelli che... il calcio e... (Rai 2, 2006-2007) - prima ballerina
- 12º Premio Cimitile (Rai 2, 2007)
- Bellissima - Cabaret anticrisi (Canale 5, 2009)
- Grande Fratello VIP (Canale 5, 2016) - concorrente
- All Together Now (Canale 5, 2019) - giurata del muro
- L'isola dei famosi (Canale 5, 2025) - concorrente

## Filmografia

### Attrice
- Un vampiro a Miami, regia di Fabrizio De Angelis (1993)
- Le donne non vogliono più, regia di Pino Quartullo (1993)
- Mamma per caso, regia di Sergio Martino – miniserie TV (1997)
- C'era un cinese in coma, regia di Carlo Verdone (2000)
- Prigionieri di un incubo, regia di Franco Salvia (2001)

### Doppiatrice
- Yo-Rhad - Un amico dallo spazio (2006) - voce di Bernice

## Teatro
- Sex and Italy, testo e regia di Pier Francesco Pingitore (2008-2009)